# 沃尔菲赛姆
沃尔菲赛姆（法語：Wolfisheim，法語發音：[vɔlfisaim]）是法国下莱茵省的一个市镇，属于斯特拉斯堡区。

## 地理
沃尔菲赛姆（48°35'12"N, 7°39'59"E）面积5.57 平方千米，位于法国大東部大區下莱茵省，该省份为法国大陆部分最东部的省份，是阿尔萨斯的一部分，今与上莱茵省组成了阿尔萨斯欧洲集体，其南至上莱茵省，西南接孚日省和默尔特-摩泽尔省，西接摩泽尔省，北与德国接壤，东侧沿莱茵河与德国相望。
与沃尔菲赛姆接壤的市镇（或旧市镇、城区）包括：埃克博尔赛姆、奥尔蔡姆、奥伯罗斯伯尔让、奥贝尔斯沙埃福尔桑。
沃尔菲赛姆的时区为UTC+01:00、UTC+02:00（夏令时）。

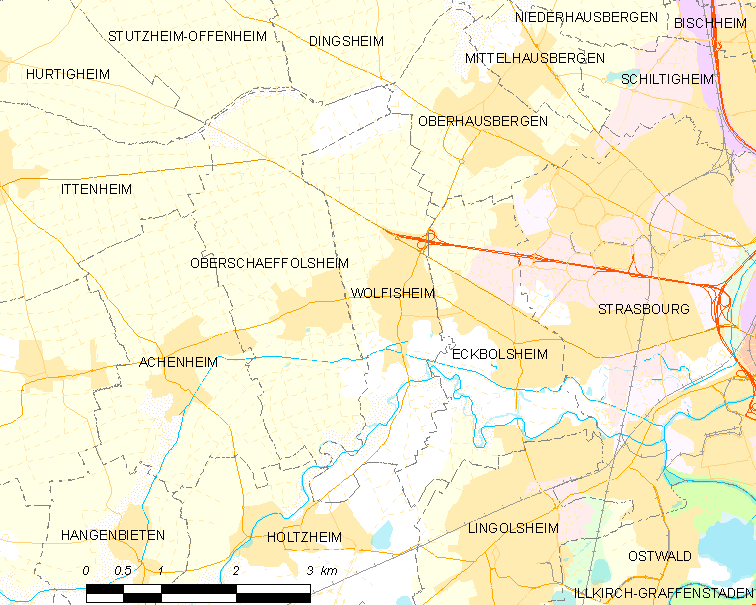
沃尔菲赛姆的OSM定位图

## 行政
沃尔菲赛姆的邮政编码为67202，INSEE市镇编码为67551。

## 政治
沃尔菲赛姆所属的省级选区为厄奈姆县。

## 人口

1962-2008年间沃尔菲赛姆人口变化图示

沃尔菲赛姆于2022年1月1日时的人口数量为4191人。